# Apple Music 1
Apple Music 1, anteriormente llamada Beats1, es una estación de radio musical que funciona las 24 horas del día, los 7 días de la semana, y que es propiedad y está operada por Apple Inc. Se puede acceder a ella a través de la aplicación Apple Music en un ordenador, un teléfono inteligente o una tableta, un altavoz inteligente (como el Apple HomePod) y a través de la aplicación del navegador web Apple Music.
Apple Music 1 emite una mezcla de música pop, rap e indie. Los presentadores principales incluyen a Zane Lowe, Ebro Darden y Matt Wilkinson.
Apple Music Hits ofrece un catálogo de las canciones más importantes de los años 80, 90 y 2000.
Apple Music Country ofrece una mezcla de canciones country antiguas y nuevas.
Apple Music Radio se transmite a 64kbit/s y 256kbit/s, utilizando el protocolo HTTP Live Streaming y el códec de audio HE-AAC.

## Formato
Apple Music 1 emite una mezcla de música centrada en la música y los artistas nuevos. A diferencia de las listas de reproducción de las "emisoras" de iTunes Radio, The Next Web afirma: "El objetivo general de Beats 1 es curar música nueva y fresca, ya sea de nuevos talentos o música fresca de artistas establecidos". Brooke Reese presenta un programa llamado Chart, que tiene estrenos musicales y cuenta atrás de música popular en general en Apple Music. Presenta tanto canciones completas como fragmentos y avances. Sin embargo, la mayoría de los espectáculos se centran en géneros musicales específicos o culturas musicales.
Beats 1 emitió el Festival de Música de Apple anual (que antes se conocía como el Festival iTunes) así como entrevistas con artistas de música popular americana como Lady Gaga y Bruno Mars. El Festival de Música de Apple fue cancelado en 2017. Beats 1 y Apple Music en su conjunto querían centrarse más en la introducción de nuevos artistas y la creación de contenido original.
Apple Music 1 también permite que algunos músicos, como Lady Gaga, Nicki Minaj y Frank Ocean, presenten sus propios programas en la estación. En una entrevista con Keith Nelson Jr. de Digital Trends, Zane Lowe elogió el formato, diciendo: "Nos hemos visto abrumados por... lo bien que lo hacen los artistas".